# Hauser József
Hauser József (Joseph Hauser, Óbuda, 1803. – Pest, 1865. június 18.) orvosdoktor, iskolafelügyelő.

## Élete
1832-ben orvosdoktori oklevelet nyert a Pesti Egyetemen és mint gyakorlóorvos Óbudán telepedett le. Később Pesten lakott, hol 1865. június 18-án délelőtt 11 órakor meghalt 62. évében. Örök nyugalomra helyezték az izraelita temetőben 1865. június 19-én délután. Az izraelita község elöljárójaként is működött, neje Kitzeer Jozefa volt.

## Munkája
- Systema observationum circa epidemiam in bonis cameralibus Batsiensibus anno 1831. captarum. Dissertatio inaug. medica. Pestini, 1832.